# Willy Abbeloos
Willy Abbeloos (né le 20 mars 1949 à Opwijk) est un ancien coureur cycliste professionnel belge.

## Palmarès
- 1970
  - Circuit du Hainaut
- 1971
  - 3e de Courtrai-Gammerages
- 1973
  - 5e étape du Tour du Nord
  - Circuit Mandel-Lys-Escaut

## Résultats sur le Tour de France
- 1972 : 65e
- 1973 : abandon